# Ernst Danielson

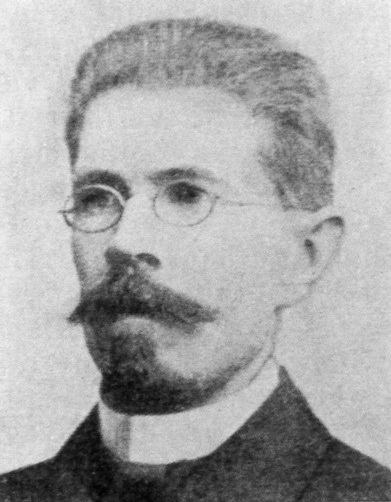
Ernst Danielson

Ingemar Ernst Danielson, född 19 januari 1866 i Voxna, Gävleborgs län, död 15 augusti 1907 i Kolbäcks församling, Västmanlands län, var en elektroingenjör och en av pionjärerna inom den svenska högspänningstekniken.
Ernst Danielson gjorde sin examen 1887 vid Tekniska Högskolan i Stockholm och började som ingenjör på Elektriska aktiebolaget. 1890 företog sig Danielsson studieresor i USA, där han samarbetade med de amerikanska el-ingenjörerna Henry G. Reist och W. J. Foster. Teamet presenterade 1891 de första utkasten för en trefas-växelström-maskin. 1892 återvände han till Sverige och fick anställning som konstruktör vid ASEA i Västerås.
På 1890-talet presenterade flera uppfinnare tekniska lösningar för trefasväxelström och dess praktiska användning, bland annat Nikola Tesla i USA och Jonas Wenström i Sverige. Den första kraftöverföringen efter dessa principer ägde rum 1891 i Tyskland på en 175 km lång försökssträcka i närheten av Frankfurt am Main. Den första kommersiella kraftöverföringen lyckades i Sverige 1893 mellan Hällsjö kraftverk och gruvsamhället Grängesberg i Bergslagen. Elkraften skulle mata lampor, pumpar och motorer och överföringen skedde på en sträcka av cirka 12 kilometer. Wenström och Danielson var ansvariga konstruktörer för anläggningen, som var i drift till 1912.
Detta var en helt ny och oprövad användning, innan dess kunde energi bara överföras kortare sträckor med så kallade stånggångar. 
Jonas Wenström dog strax efter att Hällsjöanläggningen invigdes och Danielsson, som hade blivit chefskonstruktör hos ASEA, fortsatte med utvecklingen av Wenströms påbörjade arbeten. Danielsson gjorde en del uppfinningar och förbättringar inom elektomotortekniken och författade talrika vetenskapliga avhandlingar för in- och utländska facktidskrifter. År 1906 blev han ledamot i Kungliga Vetenskapsakademien.

## Bilder

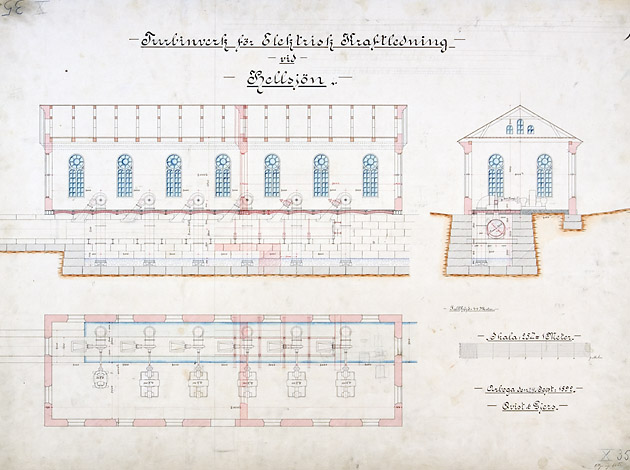
Ritning av Qvist & Gjers 1892
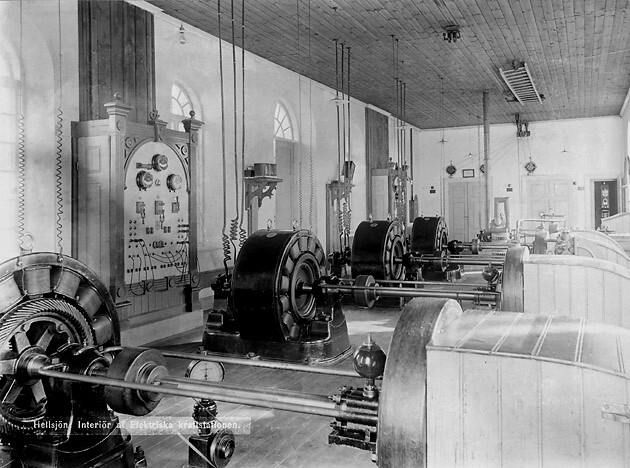
Hällsjö kraftverk 1895
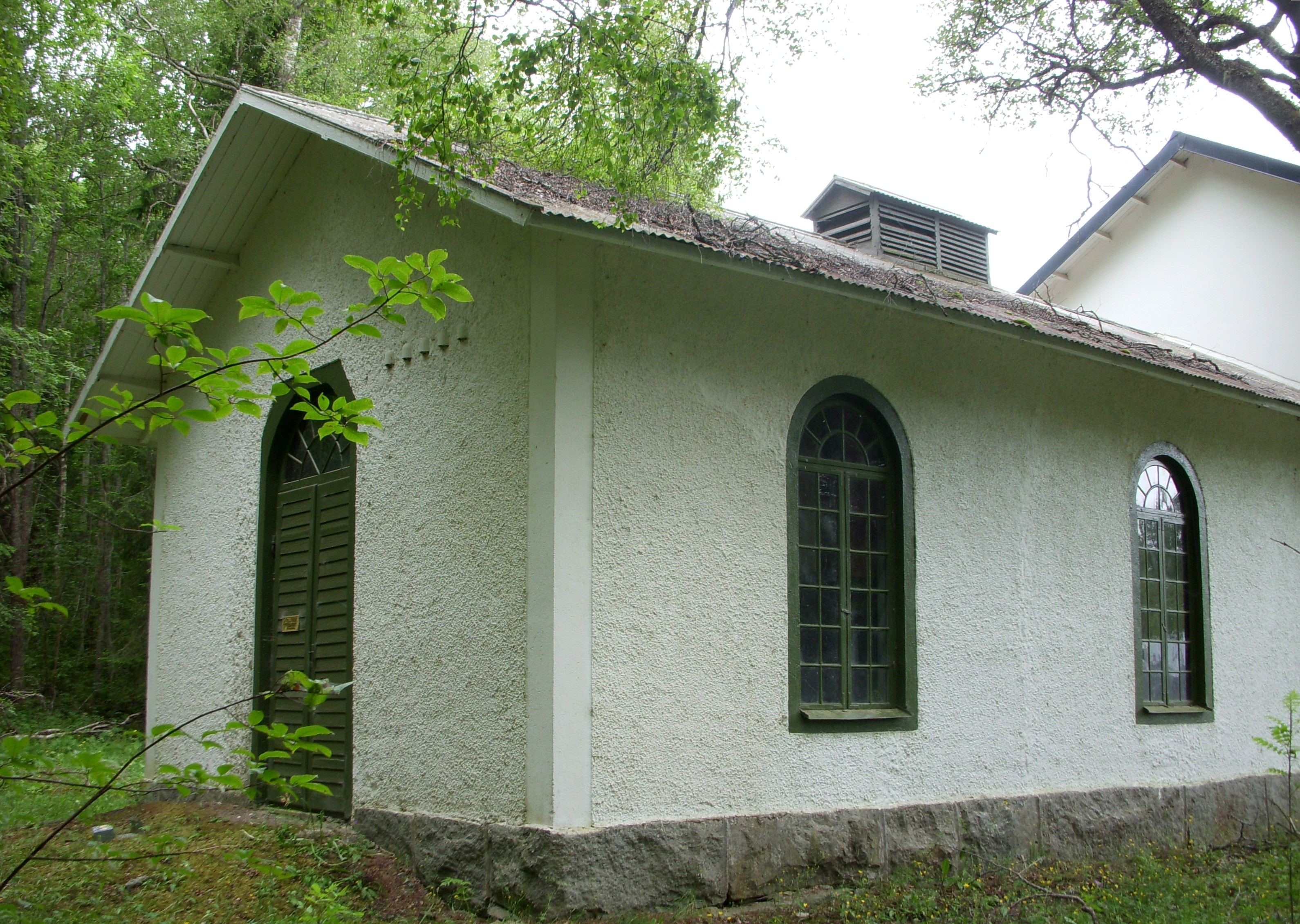
Hällsjö kraftverk 2009
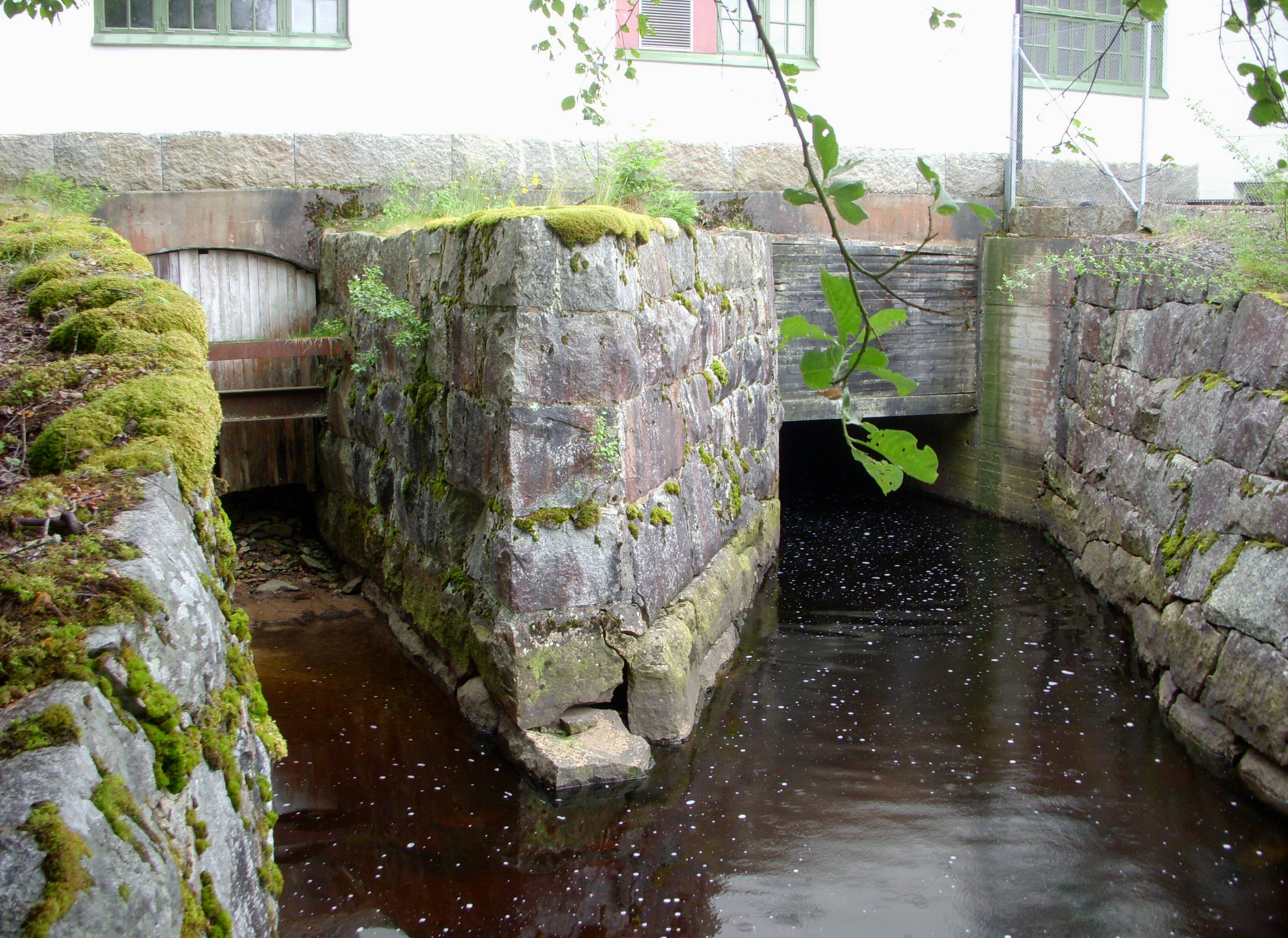
Hällsjö kraftverk 2009